# Teatro Escena 8
El Teatro Escena 8 (también escrito «Teatro Escena8») es el nombre que recibe un espacio para los espectáculos teatrales ubicado en la calle La Guairita con Calle Hípica, del sector de las Mercedes en el Municipio Baruta, al este del Distrito Metropolitano de Caracas, al oeste del Estado Miranda y al norte del país sudamericano de Venezuela.
Se localiza cerca de la Autopista de Prados del Este y la Clínica San Pablo y al sur de la Avenida Río de Janeiro y la Universidad Politécnica del Fuerza armada de Venezuela.
Ofrece cursos y talleres, y se presentan además diversas exposiciones.